# ディディ・グレゴリウス
- ディディ・グレゴリアス

ディディ・グレゴリウス（英語: Didi Gregorius, 本名：マリエクソン・ユリウス・グレゴリウス（オランダ語: Mariekson Julius Gregorius , 1990年2月18日 - ）は、オランダ王国北ホラント州アムステルダム出身のプロ野球選手（遊撃手）。右投左打。メキシカンリーグのラグナ・ユニオン・コットンファーマーズ 所属
登録名の"ディディ"は愛称である。2011年に行われたIBAFワールドカップでオランダ代表として優勝した際に「サー」の爵位を賜り、サー・ディディとも称される。
父親と8歳年上の兄は、オランダの野球リーグであるホーフトクラッセでプレーしていた。
ニューヨーク・ヤンキースの遊撃手の歴代最多シーズン本塁打記録を持つ。

## 経歴

### プロ入り前
オランダのアムステルダムで生まれ、アムステルダムとオランダ領アンティルのキュラソー島で育つ。父親はキュラソー島出身で、父がアムステルダムのセミプロ野球チームでプレーしていた時に生まれる。ユースチームでは、ケンリー・ジャンセンやアンドレルトン・シモンズとチームメイトだった。その後オランダ野球リーグ・ホーフトクラッセのアムステルダム・パイレーツに加入。

### プロ入りとレッズ時代
2007年8月6日にシンシナティ・レッズとマイナー契約を結んだ。
2008年、傘下のルーキー級ガルフ・コーストリーグ・レッズでプロデビュー。31試合に出場して打率.155、9打点、2盗塁を記録した。
2009年はまずA+級サラソタ・レッズでプレーし、22試合に出場して打率.254、2打点を記録した。7月からはパイオニアリーグのルーキー級ビリングス・マスタングスでプレー。50試合に出場して打率.314、1本塁打、16打点、8盗塁を記録した。オフの9月にイタリアのネットゥーノで行われた第38回IBAFワールドカップにオランダ代表として出場した。
2010年はまずA級デイトン・ドラゴンズでプレーし、120試合に出場して打率.273、5本塁打、41打点、16盗塁を記録した。8月31日にA+級リンチバーグ・ヒルキャッツへ昇格し、7試合に出場した。オフにオーストラリアン・ベースボールリーグに参加し、キャンベラ・キャバルリーに加入した。ここでは、36試合に出場して打率.189、1本塁打、9打点、4盗塁を記録した。
2011年はまずA+級ベーカーズフィールド・ブレイズでプレーし、46試合に出場して打率.303、5本塁打、28打点、8盗塁を記録した。7月にAA級カロライナ・マドキャッツ（現:ペンサコーラ・ブルーワフーズ。現行の同球団とは別物）へ昇格。38試合に出場して打率.270、2本塁打、16打点、3盗塁を記録した。9月20日に第39回IBAFワールドカップのオランダ代表に選出された。同大会ではヨーロッパの代表としては、1938年大会のイギリス代表以来73年ぶりの優勝を果たした。この栄誉を称えて代表24人全員に「サー」の爵位が贈られ、グレゴリウスにも贈られた。11月18日にレッズとメジャー契約を結び、40人枠入りを果たした。
2012年3月18日にAA級ペンサコーラへ配属され、開幕を迎えた。AA級ペンサコーラでは81試合に出場して打率.278、1本塁打、31打点、3盗塁を記録した。7月にAAA級ルイビル・バッツへ昇格。同球団では48試合に出場し、打率.243・6本塁打・23打点だった。登録枠が拡大された9月1日にメジャーへ初昇格し、9月5日のフィラデルフィア・フィリーズ戦でメジャーデビュー。「8番・遊撃手」として先発起用され、4打数無安打だった。この年メジャーでは8試合に出場して打率.300、2打点を記録した。

### ダイヤモンドバックス時代
2012年12月11日にクリーブランド・インディアンスを含めた三角トレードで、アリゾナ・ダイヤモンドバックスへ移籍した。

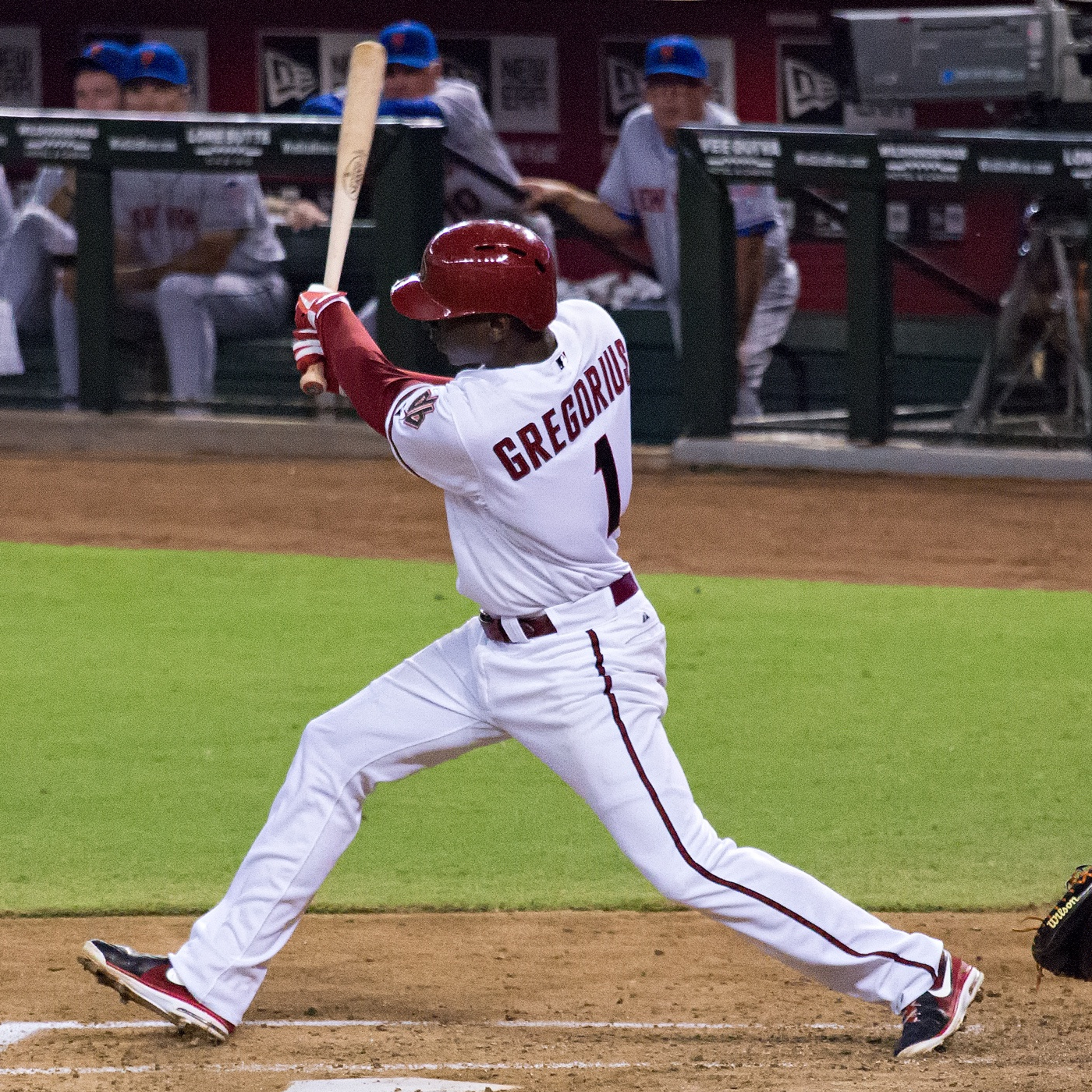
ダイヤモンドバックス時代、2013年8月9日

2013年3月2日にダイヤモンドバックスと単年契約に合意。開幕直前の3月31日に右肘の故障で15日間の故障者リスト入りした。4月16日に復帰。復帰後は遊撃手として先発起用され、復帰から7試合連続安打を記録していたが、4月26日のコロラド・ロッキーズ戦でジョシュ・アウトマンから頭部死球を受け途中退場し、28日に故障者リスト入りした。5月4日に復帰後も正遊撃手として奮闘し、この年は103試合に出場。打率.252、7本塁打、28打点を記録した。
2014年3月3日にダイヤモンドバックスと1年契約に合意した。3月30日にAAA級リノ・エーシズへ配属され、アメリカで開幕を迎えた。開幕後は前年AAA級リノでMVPや新人王を獲得したクリス・オーウィングスに遊撃の定位置を奪われ、6月3日にメジャーへ昇格後は主にオーウィングスのバックアップや二塁の守備に就いていたが、6月29日にオーウィングスが故障者リスト入りしたため、遊撃の定位置を奪取。9月にオーウィングスが復帰したがグレゴリウスは遊撃に固定され、オーウィングスは二塁に回った。この年は80試合に出場して打率.226、6本塁打、27打点、3盗塁を記録した。

### ヤンキース時代
2014年12月5日にデトロイト・タイガースを含んだ三角トレードで、ニューヨーク・ヤンキースへ移籍した。

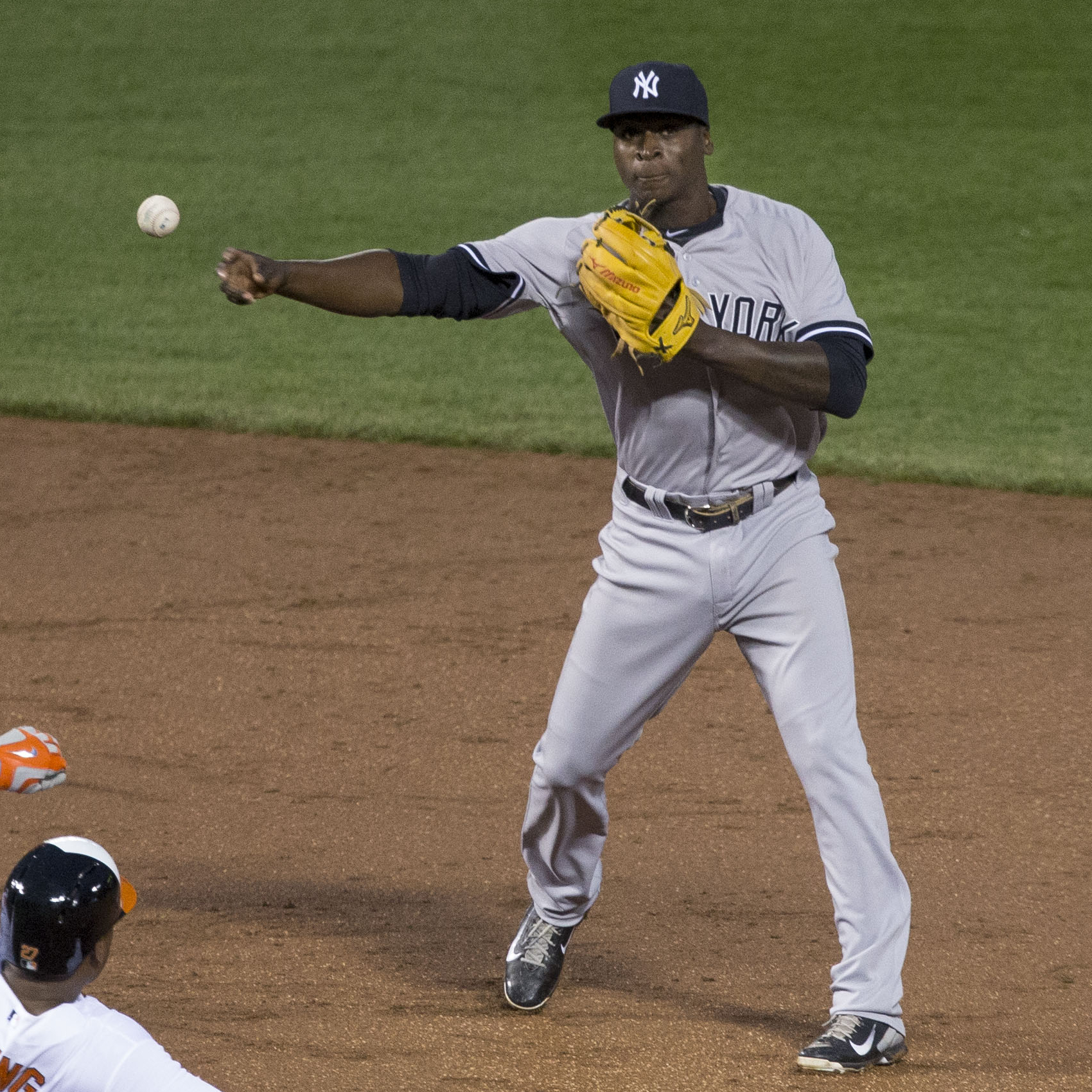
2015年4月14日

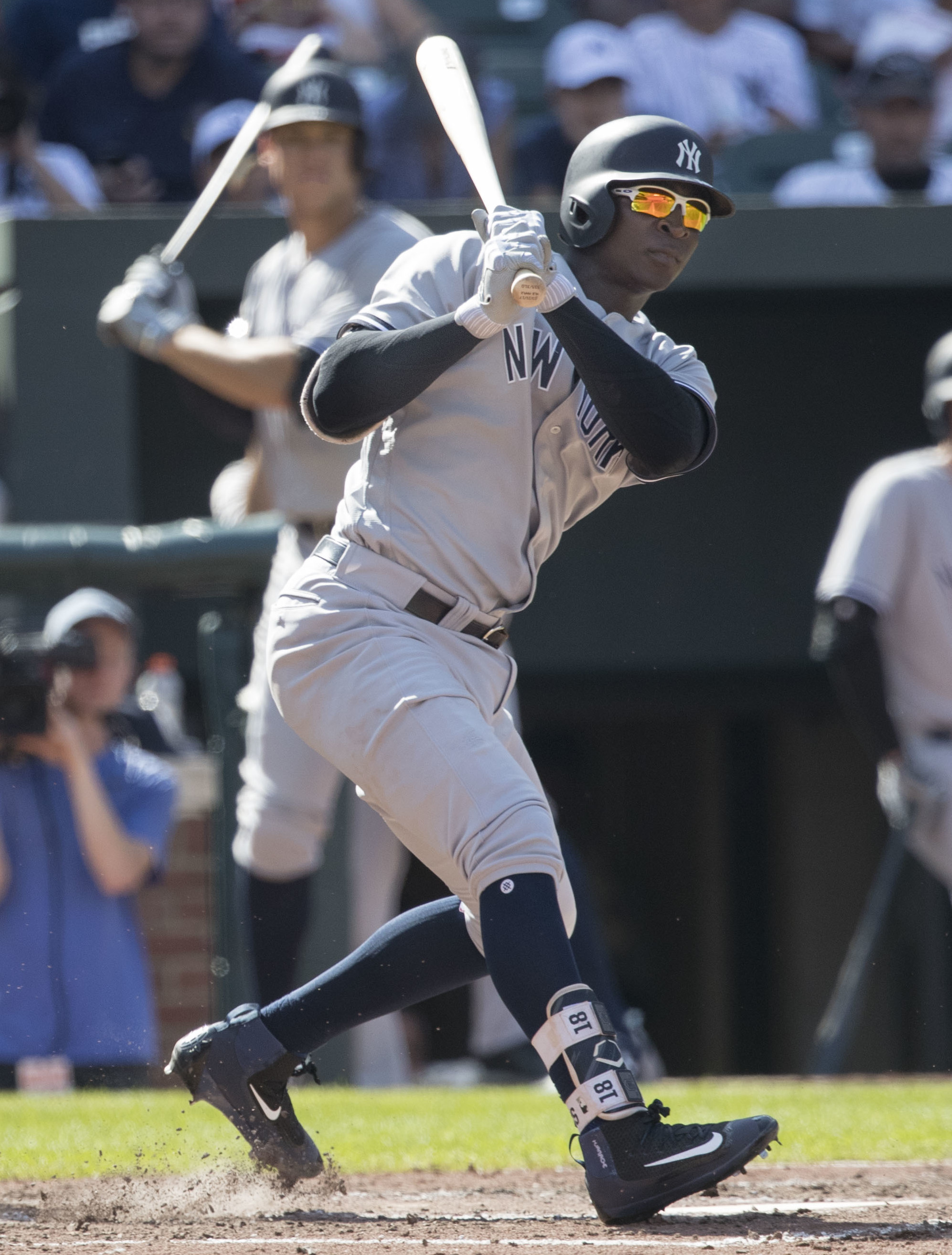
ニューヨーク・ヤンキース時代
(2017年9月4日)

2015年は、前年に引退したスター遊撃手のデレク・ジーターの後継者としてレギュラーの座に入り、155試合に出場。打撃面では打率.265、9本塁打、56打点、5盗塁を記録した。
2016年は153試合に出場して打率.276、20本塁打、70打点という成績を記録した。本塁打は自己最多だった。
2017年はシーズン開幕前の1月24日に第4回WBCのオランダ代表に選出された。3月20日に右肩を負傷したため代表を離脱した。シーズンでは9月4日のボルチモア・オリオールズ戦でディラン・バンディから球団遊撃手初となる2年連続シーズン20号本塁打を記録した。9月20日のミネソタ・ツインズ戦でシーズン25号本塁打を記録し、1999年に前述のジーターが記録した24本を越えて、球団遊撃手のシーズン本塁打記録を更新した。
2018年4月3日のホーム開幕戦となるタンパベイ・レイズ戦で4安打、2本塁打、8打点でチームも11-8で勝利した。5月1日には10本塁打を達成し、1908年からの遊撃手でもっとも速いペースで10本塁打を達成した選手だった。また、同日にアメリカンリーグのプレイヤー・オブ・ザ・ウィークにも選出され、5月3日には4月のプレイヤー・オブ・ザ・マンスに選出された。レギュラーシーズンでは、シーズンで20本塁打を超える27本塁打を打ち、ヤンキースの遊撃手の連続20本塁打超えの記録を3年に伸ばした。シーズン終了後の10月13日に右尺骨側靭帯損傷と診断され、同月17日にトミー・ジョン手術を受けた。
2019年はトミー・ジョン手術のリハビリによって、メジャー初出場が6月7日のクリーブランド・インディアンス戦となった。復帰後は遊撃手のレギュラーを務めたが、82試合出場で打率.238、16本塁打、61打点に終わった。オフの10月31日にFAとなった。

### フィリーズ時代
2019年12月13日にフィラデルフィア・フィリーズと1400万ドルの単年契約を結んだ。
2020年のオフにFAとなった。
2021年2月10日にフィリーズと2年総額2800万ドルで再契約した。
2022年8月4日に自由契約となった。
2023年3月に第5回WBCのオランダ代表に選出され、2大会連続2度目の選出を果たした。同大会では一塁手として起用された。

### メキシカンリーグ時代
2023年5月2日にリーガ・メヒカーナ・デ・ベイスボルのラグナ・ユニオン・コットンファーマーズと契約した。26試合に出場で打率.359、11本塁打、34打点と活躍し、リーガ・メヒカーナ・デ・ベイスボルのオールスターゲームに選出された。

### マリナーズ傘下時代
2023年6月8日にシアトル・マリナーズとマイナー契約を結んだ。8月2日にFAとなった。

### マリナーズ退団後
2023年9月に開催されたヨーロッパ野球選手権大会のオランダ代表に選出された。10月23日には中東と南アジアを拠点とする新設されたプロ野球リーグであるベースボール・ユナイテッドのドラフトでドバイ・ウルブズに1巡目で指名をされた。同年のシーズン開催はないが、ショーケースとしてイーストとウエストに分かれてオールスターゲームは開催され、10月27日にウエストの先発遊撃手を務めることになった。

## 詳細情報

### 年度別打撃成績
| 年 度     | 球 団     | 試 合 | 打 席 | 打 数 | 得 点 | 安 打 | 二 塁 打 | 三 塁 打 | 本 塁 打 | 塁 打 | 打 点 | 盗 塁 | 盗 塁 死 | 犠 打 | 犠 飛 | 四 球 | 敬 遠 | 死 球 | 三 振 | 併 殺 打 | 打 率 | 出 塁 率 | 長 打 率 | O P S |
| --------- | --------- | ----- | ----- | ----- | ----- | ----- | -------- | -------- | -------- | ----- | ----- | ----- | -------- | ----- | ----- | ----- | ----- | ----- | ----- | -------- | ----- | -------- | -------- | ----- |
| 2012      | CIN       | 8     | 21    | 20    | 1     | 6     | 0        | 0        | 0        | 6     | 2     | 0     | 0        | 1     | 0     | 0     | 0     | 0     | 5     | 0        | .300  | .300     | .300     | .600  |
| 2013      | ARI       | 103   | 404   | 357   | 47    | 90    | 16       | 3        | 7        | 133   | 28    | 0     | 2        | 2     | 1     | 37    | 5     | 6     | 65    | 4        | .252  | .332     | .373     | .704  |
| 2014      | ARI       | 80    | 299   | 270   | 35    | 61    | 9        | 5        | 6        | 98    | 27    | 3     | 0        | 2     | 2     | 22    | 3     | 3     | 52    | 1        | .226  | .290     | .363     | .653  |
| 2015      | NYY       | 155   | 578   | 525   | 57    | 139   | 24       | 2        | 9        | 194   | 56    | 5     | 3        | 3     | 6     | 33    | 0     | 11    | 85    | 4        | .265  | .318     | .370     | .688  |
| 2016      | NYY       | 153   | 597   | 562   | 68    | 155   | 32       | 2        | 20       | 251   | 70    | 7     | 1        | 5     | 5     | 19    | 2     | 6     | 82    | 9        | .276  | .304     | .447     | .751  |
| 2017      | NYY       | 136   | 570   | 534   | 73    | 153   | 27       | 0        | 25       | 255   | 87    | 3     | 1        | 0     | 7     | 25    | 1     | 3     | 70    | 7        | .287  | .318     | .478     | .796  |
| 2018      | NYY       | 134   | 569   | 504   | 89    | 135   | 23       | 5        | 27       | 249   | 86    | 10    | 6        | 1     | 9     | 48    | 3     | 7     | 69    | 8        | .268  | .335     | .494     | .829  |
| 2019      | NYY       | 82    | 344   | 324   | 47    | 77    | 14       | 2        | 16       | 143   | 61    | 2     | 1        | 0     | 2     | 17    | 1     | 1     | 53    | 5        | .238  | .276     | .441     | .718  |
| 2020      | PHI       | 60    | 237   | 215   | 34    | 61    | 10       | 2        | 10       | 105   | 40    | 3     | 2        | 1     | 2     | 15    | 3     | 4     | 28    | 4        | .284  | .339     | .488     | .827  |
| 2021      | PHI       | 103   | 408   | 368   | 35    | 77    | 16       | 2        | 13       | 136   | 54    | 3     | 0        | 0     | 7     | 25    | 1     | 8     | 67    | 8        | .209  | .270     | .370     | .639  |
| 2022      | PHI       | 63    | 232   | 214   | 17    | 45    | 9        | 4        | 1        | 65    | 19    | 1     | 0        | 0     | 2     | 13    | 0     | 3     | 36    | 0        | .210  | .263     | .304     | .567  |
| MLB：11年 | MLB：11年 | 1077  | 4259  | 3893  | 503   | 999   | 180      | 27       | 134      | 1635  | 530   | 37    | 16       | 15    | 43    | 254   | 19    | 52    | 612   | 50       | .257  | .308     | .420     | .728  |

- 2022年度シーズン終了時
- 各年度の太字はリーグ最高

### WBCでの打撃成績
| 年 度 | 代 表    | 試 合 | 打 席 | 打 数 | 得 点 | 安 打 | 二 塁 打 | 三 塁 打 | 本 塁 打 | 塁 打 | 打 点 | 盗 塁 | 盗 塁 死 | 犠 打 | 犠 飛 | 四 球 | 敬 遠 | 死 球 | 三 振 | 併 殺 打 | 打 率 | 出 塁 率 | 長 打 率 |
| ----- | -------- | ----- | ----- | ----- | ----- | ----- | -------- | -------- | -------- | ----- | ----- | ----- | -------- | ----- | ----- | ----- | ----- | ----- | ----- | -------- | ----- | -------- | -------- |
| 2017  | オランダ | 6     | 26    | 23    | 5     | 8     | 4        | 0        | 1        | 15    | 8     | 0     | 0        | 0     | 1     | 2     | 0     | 0     | 1     | 1        | .348  | .385     | .652     |
| 2023  | オランダ | 4     | 17    | 12    | 2     | 3     | 0        | 0        | 0        | 3     | 3     | 0     | 0        | 1     | 0     | 4     | 0     | 0     | 1     | 1        | .250  | .438     | .250     |

### 年度別守備成績
| 年 度 | 球 団 | 二塁（2B） | 二塁（2B） | 二塁（2B） | 二塁（2B） | 二塁（2B） | 二塁（2B） | 三塁（3B） | 三塁（3B） | 三塁（3B） | 三塁（3B） | 三塁（3B） | 三塁（3B） | 遊撃（SS） | 遊撃（SS） | 遊撃（SS） | 遊撃（SS） | 遊撃（SS） | 遊撃（SS） |
| 年 度 | 球 団 | 試 合      | 刺 殺      | 補 殺      | 失 策      | 併 殺      | 守 備 率   | 試 合      | 刺 殺      | 補 殺      | 失 策      | 併 殺      | 守 備 率   | 試 合      | 刺 殺      | 補 殺      | 失 策      | 併 殺      | 守 備 率   |
| ----- | ----- | ---------- | ---------- | ---------- | ---------- | ---------- | ---------- | ---------- | ---------- | ---------- | ---------- | ---------- | ---------- | ---------- | ---------- | ---------- | ---------- | ---------- | ---------- |
| 2012  | CIN   | -          | -          | -          | -          | -          | -          | -          | -          | -          | -          | -          | -          | 6          | 8          | 10         | 0          | 4          | 1.000      |
| 2013  | ARI   | -          | -          | -          | -          | -          | -          | -          | -          | -          | -          | -          | -          | 100        | 152        | 279        | 13         | 51         | .971       |
| 2014  | ARI   | 11         | 13         | 26         | 1          | 3          | .975       | 2          | 2          | 1          | 0          | 0          | 1.000      | 67         | 98         | 189        | 5          | 39         | .983       |
| 2015  | NYY   | -          | -          | -          | -          | -          | -          | -          | -          | -          | -          | -          | -          | 155        | 177        | 430        | 13         | 77         | .979       |
| 2016  | NYY   | -          | -          | -          | -          | -          | -          | -          | -          | -          | -          | -          | -          | 153        | 180        | 380        | 15         | 68         | .974       |
| 2017  | NYY   | -          | -          | -          | -          | -          | -          | -          | -          | -          | -          | -          | -          | 135        | 144        | 360        | 9          | 47         | .982       |
| 2018  | NYY   | -          | -          | -          | -          | -          | -          | -          | -          | -          | -          | -          | -          | 132        | 160        | 309        | 6          | 54         | .987       |
| 2019  | NYY   | -          | -          | -          | -          | -          | -          | -          | -          | -          | -          | -          | -          | 80         | 93         | 181        | 6          | 48         | .979       |
| 2020  | PHI   | -          | -          | -          | -          | -          | -          | -          | -          | -          | -          | -          | -          | 59         | 79         | 132        | 7          | 35         | .968       |
| 2021  | PHI   | -          | -          | -          | -          | -          | -          | -          | -          | -          | -          | -          | -          | 101        | 131        | 236        | 18         | 49         | .953       |
| 2022  | PHI   | -          | -          | -          | -          | -          | -          | -          | -          | -          | -          | -          | -          | 61         | 70         | 140        | 2          | 29         | .991       |
| MLB   | MLB   | 11         | 13         | 26         | 1          | 3          | .975       | 2          | 2          | 1          | 0          | 0          | 1.000      | 1049       | 1292       | 2646       | 94         | 500        | .977       |

- 2022年度シーズン終了時
- 各年度の太字はリーグ最高

### 表彰
- プレイヤー・オブ・ザ・マンス：1回（2018年4月）
- プレイヤー・オブ・ザ・ウィーク：1回（2018年4月25日 - 5月1日）

### 背番号
- 25（2012年）
- 1（2013年 - 2014年）
- 18（2015年 - ）

### 代表歴
- 2009 IBAFワールドカップ オランダ代表
- 2011 IBAFワールドカップ オランダ代表
- 2017 ワールド・ベースボール・クラシック・オランダ代表
- 2023 ワールド・ベースボール・クラシック・オランダ代表
- 2023年ヨーロッパ野球選手権大会オランダ代表